# Gosling Posthumus
Gosling Posthumus (Dokkum, 7 november 1800 - Dokkum, 15 november 1832) was een Nederlands schilder. Posthumus is onder meer bekend van landschapschilderingen en portretten. Hij maakte met zijn leermeester Otto de Boer in 1824 een studiereis naar Frankrijk en Italië. Posthumus kwam rond 1830 terug naar Nederland.

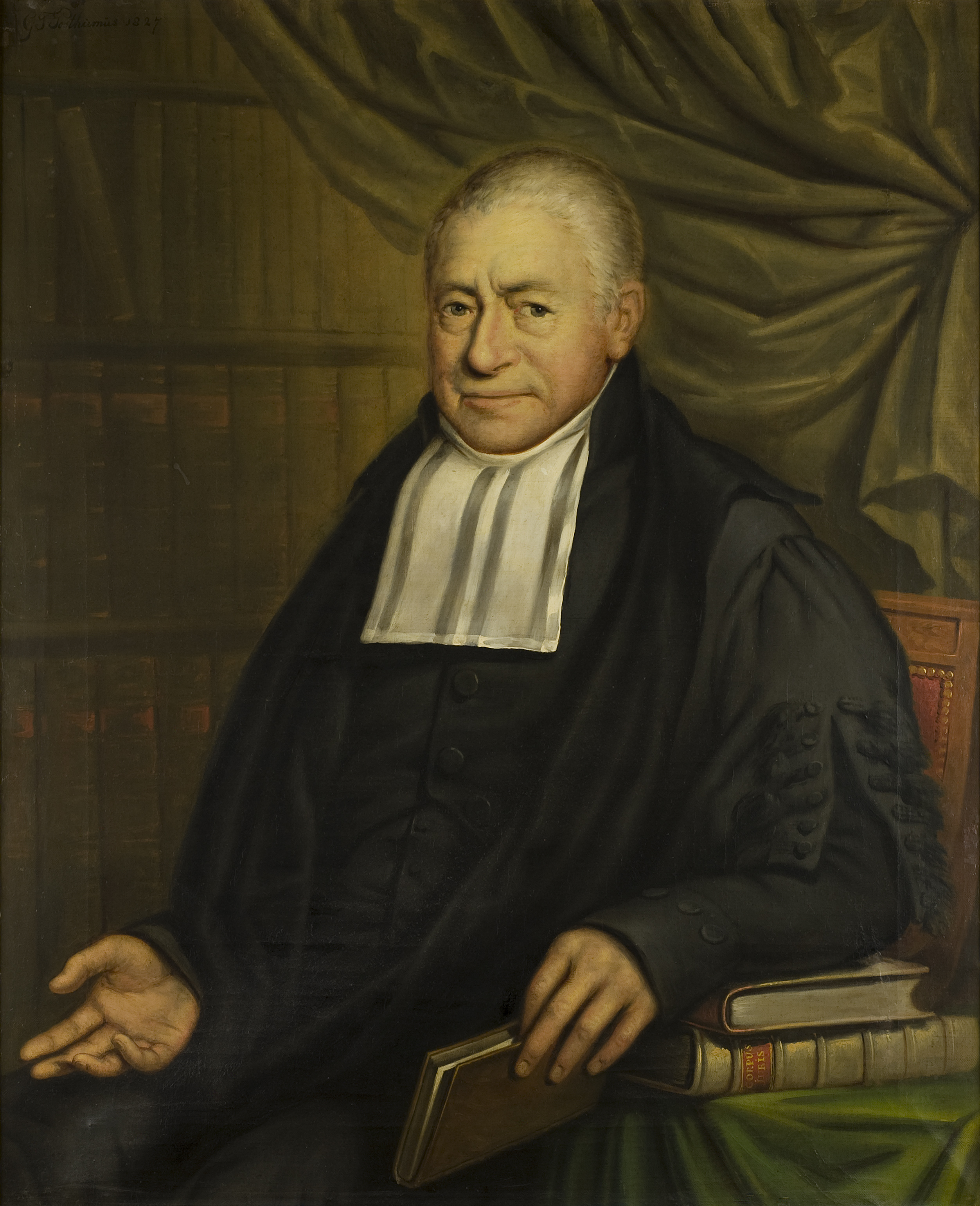
Portret van Seerp Gratema (RU Groningen)
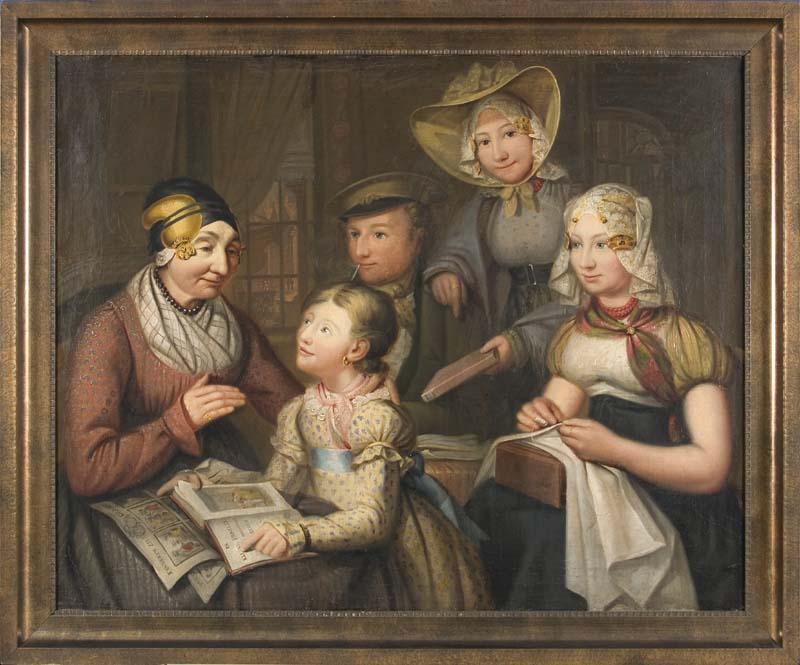
Portret van familie Posthumus
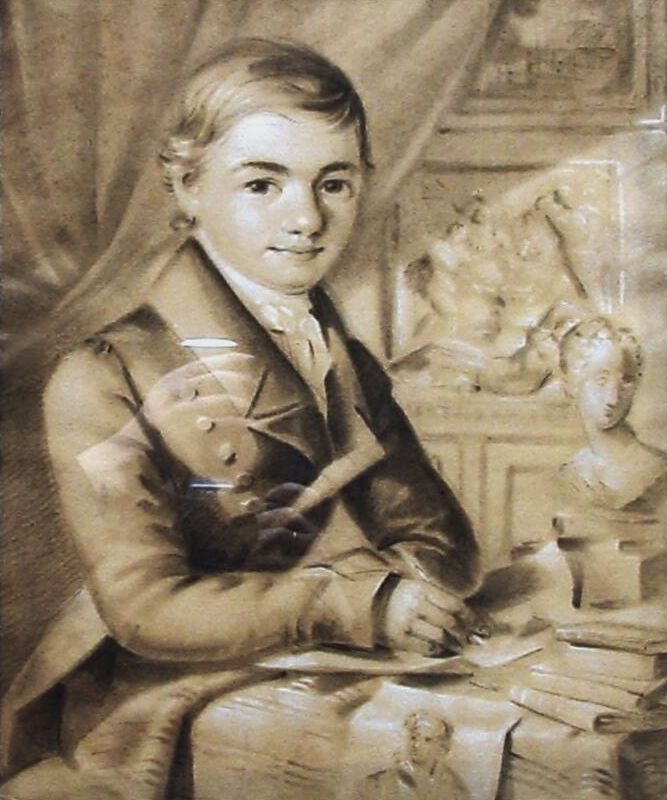
Portret van Johan van Wicheren
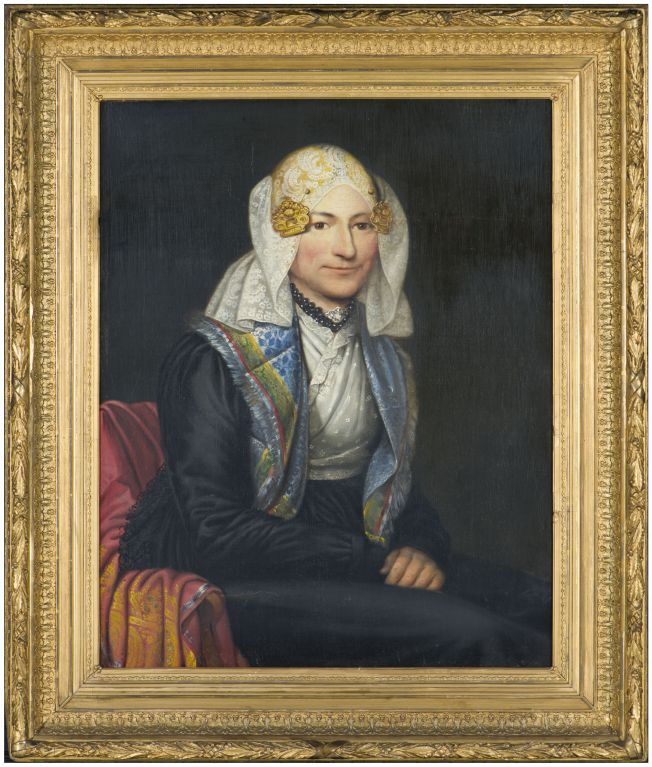
Portret van Maria Uurhaan

## Publicatie
- A. Wassenbergh: 'Gosling Posthumus, een Dokkumer schilder uit het begin van de 19e eeuw'. In: It Beaken (1995)